# Alfred Jules Ayer
Sir Alfred Jules Ayer (født 29. oktober 1910, død 27. juni 1989), bedre kendt som A. J. Ayer (eller Freddie blandt hans venner), var en britisk filosof kendt for sin udbredelse af logisk positivisme.